# 超人力霸王太郎
《超人力霸王太郎》（日本语：ウルトラマンタロウ，英文:Ultraman Taro），是圓谷製作公司所製作的特攝電視劇，首播日期為1973年4月6日至1974年4月5日，于日本TBS电视台播放，全53話。

## 概要

### 開創
本作為《超人力霸王系列》的第五部作品，同時也是作為系列第二期的第三作，並和由圓古製作的《火炎人》和《詹伯a》，並為圓谷株式會社成立10週年的紀念作。
最初，在企劃中的名稱為《超人力霸王之星》（ウルトラマンスター）、《超級傑克》（ウルトラジャック）和《超人力霸王傑克》（ウルトラマンジャック），最終則是《超人力霸王傑克》被選為冠軍。不過因為「傑克」的音譯讓人聯想到「劫機」，這在當時是個大問題，所以被取消了。 由於這個「傑克」在西方童話中經常被用作主人公的名字，因此在最終則應用日本名字，將本作的主角被命名為「超人力霸王太郎」作為對應，而傑克這個名字日後則被應用到《歸來的超人力霸王》上。

### 風格
這部作品的一大特點是為超人力霸王們增添了滑稽逗趣的搞笑場面，在整體風格和故事路線中，也和過往系列的作品更加的子供向。另一方面，劇中也補完大量有關超人力霸王戰士們的故鄉『M78星雲光之國』背景故事的設定，並在「超人兄弟」的概念基礎上加入了超人家族的概念，深化了家庭劇的風格，這在之後的延續作品中都得以體現。
此外，作為特攝作品的主體部分也沒有被忽視。在本作中除了能看到精心製作的秘密基地和戰鬥機等各種道具，和充滿活力的戰鬥動作外，就連微縮場景，以及光線技術中所見的光學合成，也襯托出成熟技術的細緻感。
在本作上半部的怪獸角色，並設定為「超越超獸的怪獸」，顛覆了前作《衛司》中超獸（超越怪物的存在）的設定。在第1話中，就出現最後一名殘存的超獸尤多林卡被天神巨獸阿斯托羅姆斯獵殺的場景，在企劃中假設了具有超自然能力的亞空間怪獸，或是以真實生物為主題的怪獸登場作為本作故事的特色之一。
從第27話美菲拉斯星人（第二代）的出現開始，許多出現在歷代系列的怪獸也將開始登場。另外也有描繪出太郎和ZAT尊重怪物生命，尤其是保護那些無意與人類對抗的怪獸的描寫。
在後期中，更是在節目中其安排歷代超人力霸王中主人公的飾演者來客串，也為替太郎在能力設計了許多新技能。

### 評價
自《歸來的超人》開始，系列的每代劇集的平均收視率都在下滑，即使太郎終究取得了17.0%的平均收視率，但依舊是昭和系列中最受歡迎的作品之一。2022年，在NHK BS Premium所主辦的《超人力霸王大票選》中，「超人力霸王太郎」在投票中被選為人氣英雄角色第九名。

## 故事大綱
嚮往成為拳擊手的流浪青年「東光太郎」在返回日本的途中，遇上偽裝成為花（奇古里斯花）的怪獸，亦因為花的問題而與前來調查的Z.A.T爭執
然而但當發現花原來是怪獸之後，光太郎亦單憑赤手空拳力抗怪獸。不過與怪獸對抗其間被怪獸所傷，幸得化身為綠姨的超人之母所救並被授予一個獨特的徽章。
其後，被邀請加入ZAT光太郎在一次行動時遭到怪獸攻擊。辛虧在超人力霸王五兄弟与超人之母的幫助下，在胜利“V”的手势瞬間令「超人力霸王太郎」正式誕生，并与东光太郎合体赶回地球後打败了怪兽，並共同為保衛地球的和平而戰。

## 登場角色

### Z.A.T
全名宇宙科学警备队 （zariba of all Territory，简称ZAT队），它的宗旨是抵抗一切來自於地球以及宇宙的怪獸和宇宙人的侵略和破壞。
總部位於紐約的聯合國總部，共在阿根廷（南美），法國（歐洲），南非聯邦（非洲），日本（遠東）和北極設有支部。
其中远东支部位于日本东京千代田區霞關1丁目1號1號，基地的形状是一个巨大的旋转圆盘，在那里可以看到东京铁塔和日比谷公園，包括队长在内一共七名队员。
東光太郎（ひがし こうたろう）
飾演者：篠田三郎
配音員：梁志達（香港亞視）
程玉珠（中国唱片）
本作主角，超人力霸王大郎的人間體，22歲。是一位聰明開朗的年輕人，且有很強烈的正義感，有时有些毛躁。
在環遊世界後，搭著白鳥船長的貨輪返回日本。在宇多林卡事件時表现出勇气和斗志後受到了Z.A.T的認可，因而被队长勇太郎的提拔下成為ZAT的新隊員，不過卻在進行阿斯托罗姆的战斗時遭到襲擊而死於重傷，然而卻幸運的被超人之母选中与太郎合为一体，因而重生獲得全新的生命。人际关系十分好，和队员们及白鸟姐弟都是十分要好的朋友，同时很十分受到孩子们的熱烈欢迎。相當愛好拳擊手，最初渴望成為一名拳擊手，即使加入ZAT之後也還是常去拳擊館經常鍛鍊自己的體力。
在最終話時，由於在看到健一以自己的力量去面對困難時受到影響，因此在最後則決定不依靠太郎的力量生活，並將超級徽章歸還超人之母。並以人類的體魄，智力與勇氣擊敗了巴爾基星人。最終從Z.A.T中辭職，並消失在銀座的人群中再次踏上旅途。
朝日奈勇太郎（あさひな ゆうたろう）
飾演者：名古屋章
配音：曾秉輝（香港亞視，黃志成代配第1-2集）、吴文伦（中国唱片）
42歲，宇宙科學警備隊Z.A.T極東支部的隊長。是歷屆戰隊中年紀最大的隊長之一，擁有豐富的作戰經驗。為人十分可親，深受隊員們的愛戴。雖然多數時候將指揮權交給副隊長，但一旦親自上陣也毫不含糊，既冷靜又勇猛，完全不遜於年輕人。策劃戰略時膽大心細，經常想出令人驚奇的策略，有時能夠達到奇效。
他平時風趣幽默、不拘一格，是將東光太郎招入隊伍的人。在他的領導下，隊員們得以發揮各自的才能，達到整體協調的團隊氣氛。和健一的父親白鳥艦長是多年老友。
荒垣修平（あらがき しゅうへい）
飾演者：東野孝彦
配音：黃志明（香港亞視）、路军（中國唱片）
29歲，宇宙科學警備隊Z.A.T極東支部的副隊長。在劇中多數戰役中負責代理朝日奈隊長進行指揮，是隊員們的精神支柱。戰鬥時奮不顧身，作風果斷嚴謹，平日則風趣幽默。於第51話被調任至Z.A.T宇宙站擔任站長，並在最終話中，東太郎離開前，朝日奈向其致意。
在第33・34話曾成為超人力霸王的暫時人間體。
二谷一美（にたに かずみ）
飾演者：三谷昇
配音：呂永林（香港亞視）
自第51話起接替荒垣出任副隊長，與朝日奈是舊識。原在Z.A.T宇宙站工作，為上進且被迅速接受的成員。年邁導致體力較差，為此堅持鍛鍊，希望擁有年輕人體魄。在第53話中遭強盜怪獸多羅波恩綁架，為不拖累隊員一度打算自盡，幸得超人力霸王傑克解救。之後與隊員合力擊敗怪獸。
南原忠男（なんばら ただお)
飾演者：木村豐幸
配音：陸頌愚（香港亞視）、何雁（中國唱片）
22歲，來自宮崎縣的Z.A.T隊員，自稱「太陽之子」，為人熱血、幽默，氣氛活躍。面對危險勇往直前，具備為和平犧牲的覺悟，雖偶有失誤，仍是可靠夥伴。與母親感情深厚，並於第51話後與青梅竹馬珠子結婚。在第33・34話中曾成為超人力霸王傑克的暫時人間體。
儘管未婚妻角色在其他系列也有出現，他是首位在劇中具體描寫婚禮的角色。
北島哲也（きたじま てつや)
飾演者：津村秀祐
配音：李家輝（香港亞視）、李传缨（中國唱片）
27歲，Z.A.T中負責科研與新武器開發，射擊技術為全隊第一。性格幽默且重感情，喜歡釣魚。戰鬥中表現勇敢。在第33・34話中曾成為超人七號的暫時人間體。
西田次郎（にしだ じろう)
飾演者：三木清隆
配音：雷霆（香港亞視）、金峰（中國唱片）
19歲，理論與分析能力出眾，為Z.A.T的年輕隊員。個性低調，處事果斷。擅長高壓電操作，不久即調任至宇宙站V9。第13話再次登場，協助ZAT進行海底火箭演習。
森山泉（もりやま いずみ)
飾演者：松谷紀代子
配音：朱妙蘭（香港亞視）、李蓁（中國唱片）
18歲，是Z.A.T唯一的正式女隊員，平日負責聯絡與數據分析，也會參與戰鬥。射擊、駕駛與應變能力與男性隊員不相上下。性格聰慧活潑，喜歡童話。第38話暗示她喜歡光太郎，並在聖誕節表達希望與他結婚的願望。
上野孝（うえの たかし)
飾演者：西島明彦
配音：劉文光（香港亞視）
18歲，於第8話登場，接替前往宇宙站的西田。為光太郎的後輩，初期經驗不足，後來逐漸成長為獨當一面的戰士。擅長側手翻，活潑好動，與隊員相處融洽，並展現出良好的判斷與協調能力。在第33・34話中曾成為超人力霸王衛司的暫時人間體。

### 白鳥家
白鳥潔（しらとり きよし）
飾演者：中村竹弥
僅於第一話登場，42歲，是大型油輪「日日丸」的船長，也是白鳥姐弟的父親。由於工作關係常年在海外航行，第7話提及他曾停留在波斯。其妻早年過世。原曾打算讓光太郎擔任「日日丸」的臨時船員，卻被婉拒。與Z.A.T隊長朝日奈勇太郎交情深厚，光太郎回國後便暫時住進他家。
在最終話中，於歸國途中不幸遭三浦半島附近的海獸「薩梅鯨」襲擊而喪生。
白鳥紗織（しらとり さおり)
飾演者：朝加真由美（第1–16話）、小野恵子（第20–53話）
配音：周文瑛（香港亞視）、張芝華（中國唱片）
18歲→19歲，白鳥船長之女，健一的姊姊。是位就讀大學的學生，肩負起照顧弟弟的母職，擅長家事與料理，亦曾是壘球選手，擁有出色的運動能力。
劇中多次暗示她對光太郎懷有好感，但在最終話光太郎離開後便未再聯繫。
白鳥健一（しらとり けんいち)
飾演者：斎藤信也
配音：曾秀清（香港亞視）、翁寧（中國唱片）
白鳥船長之子，是一位樂觀勇敢的小學五年級學生。與光太郎關係親密，稱其為「光太郎哥哥」，視為真正的兄長，並與Z.A.T成員們亦有深厚情誼。
是超人力霸王太郎的忠實粉絲，經常幻想自己能變身為太郎與怪獸作戰。在最終話中，父親死於薩梅鯨之手讓他極為悲痛，光太郎教導他學會真正的勇氣後，他決定堅強面對未來。他是全劇中唯一確切知道光太郎即是超人力霸王太郎的角色。

### 其他角色
綠阿姨（緑のおばさん）
飾演者：佩吉·葉山
配音員：譚淑英（香港亞視）、鄭毓之（中國唱片）
超人之母的人間體，其外表擬化自東光太郎已故的母親，並以交通指揮員的身份在地球活動。首次與光太郎相遇時，因為為其包紮傷口而被誤認為是光太郎的母親。她看中光太郎的勇氣，並贈與其作為幸運象徵的超級徽章。
最終話中出現在光太郎的夢中，當她得知光太郎已下定決心不再依賴徽章的力量生存後，露出堅毅而欣慰的神情。
史密斯（スミス）
飾演者：ピエロ・カラメロ
第5話登場，地球警備隊極東支部的長官。對怪獸持強硬立場，視歐隆島的巨龜怪獸為眼中釘，因此下令殲滅行動。
鮫島參謀
飾演者：大下哲矢
第5話登場，地球警備隊・極東支部的参謀。與史密斯一樣採取較為激極的消滅怪獸立場。
大谷博士
飾演者：竜崎勝
第33・34話登場，宇宙生物學專家，對外星生命體有深厚知識。他協助ZAT應對帝國星人時搭乘機體出戰，不幸遭襲墜落，由佐菲所救。佐菲為暗中協助太郎，附身在昏迷的大谷身上展開行動。事後分離並消除博士記憶。
南原鷹
飾演者：磯村千花子
配音：徐愛貞（香港亞視）
第13話、第51話登場，南原的母親，居住於宮崎縣。即使與兒子相隔兩地，感情依然深厚。第51話中與兒子的青梅竹馬珠子一同探訪忠男，並出席兩人婚禮。

## 本作登場的超人力霸王

### 超人力霸王太郎
本作登場的超人力霸王戰士，是超人之父与超人之母的亲生儿子，奥特兄弟的第六位成员，其格鬥能力十分出色，必殺技斯特利姆光線威力極大，是奥特兄弟中最强的，他的武器是手鐲王冠，同時擁有能複原再生的超級心臟。在第1話中在地球上與東光太郎一心同體，加入ZAT隊共同為保衛地球和平而戰。
在最終話結束戰鬥任務之後，東光太郎將變身器擲進海中（其實是交回超人之母），繼續以拳擊手的身份獨自在地球四處遊蕩，而太郎的意識則返回光之國，並作為宇宙警备队的笔头教官。另外还育有一子——超人力霸王Taiga。
其名字太郎的來源，是日語中的「太郎/Taro」的音譯，意思是日本家庭中的長子，表明了太郎是超人之父與超人之母的獨生兒子的身份。
在後續作品《超人力霸王大河》的廣播劇中，曾擴充設定提到太郎的童年和過往，其中在的廣播劇中則提及，太郎身為超人之父的長子，因父親的光環讓太郎飽受壓力，加上太郎自己的兩種光線技都還沒覺醒，所以一直默默無名。當兒時玩伴托雷基亞在之後墮入黑暗時，太郎打算讓托雷基亞清醒，並終於領悟了自己的新·斯特利姆光线，不過托雷基亞並未醒悟。最終領悟了自己的光線技之後，太郎才被其父所認可。故其子大河雖然乖巧，但就像當時的太郎一樣，所以太郎選擇觀望，很少出手干預大河的鍛鍊，直到大河領悟了自己的光線技後，太郎才正式的輔助大河。

#### 變身器
- 超級徽章（ウルトラバッジ）

是東光太郎的變身工具，是由化身為「綠源川子」的超人之母在第一話將之交付，令光太郎可以與太郎一體化。
平時裝在光太郎隊員服的右袖側面。其中徽章中央還配置了可以吸收和光波能量能量的超級紅寶石裝置。
在最終話中，光太郎向天空投擲了徽章，並將其退還給超人之母。

#### 必殺技
- 斯特利姆光線（ストリウム光線）

泰羅的光線技能之一，威力極大在劇中使用最多的必殺光線，技能發動時口喊技能名『斯特利姆光線』。
積蓄能源時全身會發出耀眼的七彩虹光，發射出的光線色彩有彩虹色和藍白色兩種。
此外隨能源的使用方法不同而分為不同類型，在應對不同的敵人時靈活運用，或將之炸碎或殺死但並不爆炸。
- 射擊光束（シューティングビーム）

在聚集能量後，從雙手放出的直線形攻擊光線，有時是雙手釋放共兩束光線攻擊，也會有兩束合成一束光線攻擊的狀況。
光線殺傷性效果分破壞型和麻醉型兩種。
- 泰羅切割（タロウカッター）

可從雙手發射出的新月形切割光刃，表現形式有兩種：
一種是雙手手臂組合呈十字型來發射，一次發射2發，在切割敵人後返回。
- 重生光線（リライブ光線）

從雙臂釋放的具有生命能量的治療光線，能修復生物的傷勢
也可以修復非生命體（例如機器人）的損毀，並使之完好如初。
- 泰羅屏障（タロウバリヤー）

在雙目發光後，在左右張開的雙手之間釋放出數道的能源光束，構築成光之防護壁，抵擋怪獸的火焰、光線攻擊。
設定中還能以5倍的威力反射回去，屏障的最長維持時間為1分鐘。
- 超級炸彈（ウルトラダイナマイ）

泰羅的單體最強必殺技，威力極其強大。
解放全身的斯特利姆能量，讓自己的身體彷彿燃燒般的充滿超高溫火焰突進至敵人身邊、抓住敵人的身軀的同時引動能量大爆炸
與對手同歸於盡的自爆技能。太郎因自己擁有奧特心臟，所以在爆炸後可依靠再生能力而復活，雖能再生成功但是卻消耗了大量能量，更重的代價是縮短了自己的壽命。
- 宇宙奇蹟光線（ウルトラ6重合体）

聚集超人五兄弟的能量、合體為超級泰羅之後使用的必殺技。以雙臂在胸前握拳平屈、再向斜上方打開積蓄能量後
從像斜前方舉起的右臂到整個右半身的廣闊範圍內發射出的範圍必殺，被稱為宇宙最強的光線技。

#### 道具
- 泰羅手鐲（タロウブレスレット）

泰羅佩戴在左手上、由超級硬鋼製造的攻擊用小型手鐲。
能在戰鬥中隨著太郎念力產生變形，變化為各種武器應敵。
- 手鐲王冠（キングブレスレット）

用法及作用與泰羅手鐲相同，但功能性更強的特殊手鐲，是宇宙科學技術局使用高科技，以超合金為材質打造出的萬能武器。
在第19話中由超人力霸王之母送給泰羅，通常佩戴於泰羅的左手上，需要使用時再摘下來，
可變化原本的數倍大小。能變為嘴環、魔術手、水桶等道具，還可發出電擊、乾燥光線、製造分身和手鐲屏障等多種功能

#### 在其他作品中的登場
《彗星公主》:第43話（客串）
《超人力霸王梅比斯》:第24話、第29話、第30話及第50話、OV。
《超人力霸王銀河》:全劇
《超人力霸王銀河S》:第1話。
《超人力霸王捷德》:第1話。
《超人力霸王大河》:第1話、第13話、第16話。
- 電影

《超人6兄弟VS怪獣軍団》（1979年）
《超人力霸王怪獣大決戦》（1979年）
《超人力霸王ZOFFY 超人戰士VS大怪獣軍団》（1984年）
《超人力霸王物語》（1984年）
《新世紀超人力霸王傳說》（2002年）
《新世紀2003超人力霸王傳說  THE KING'S JUBILEE》（2003年）
《梦比优斯奥特曼&奥特兄弟》（2006年）
《大怪獸格鬥_超銀河傳說_THE_MOVIE》（2009年）
《赛罗·奥特曼_THE_MOVIE_超决战！贝利亚银河帝国》（2010年）
《超人力霸王大河- 新世代終結黑暗》（2020年）
- 網路劇集

《超級銀河格鬥 新生代英雄》（2019年及2020年）

### 超人力霸王之母
本名: 女超人力霸王瑪麗（ウルトラウーマンマリー、Ultrawoman Marie），是系列中首次登場的女性超人力霸王，M78星雲光之國的銀十字軍隊長，同時也是超人力霸王太郎的母親。
領導銀十字軍從事著宇宙範圍內的醫療救治活動，有著讓兇惡的宇宙人變得溫和的仁心，如母般的慈愛一直守護著年輕的超人戰士們。在第1話首次以綠原川子的身份登場，當東光太郎的飛機在戰鬥中墜毀而身受重傷。此時超人之母則和超人五兄弟把一同將太郎的生命賦予東光太郎，該劇集中則但當著指引太郎的重要領導角色。
- 出生地：M78星云‧光之國
- 年龄：14萬歲
- 身高：40米
- 体重：32000吨
- 飞行速度：10馬赫
- 移动速度：500公里
- 水中速度：20節
- 跳跃力：300公尺

此外在設定中，在過去三萬年前安培拉星人率領英普萊扎軍團、黑暗四天王等眾多怪獸和宇宙人組成怪獸軍團攻打光之國時，以本名「瑪麗」活躍，作為醫護人員救治在戰鬥受傷的戰士們，因此結識了超人力霸王健（年輕時的超人之父）。在命懸一線時為健送來了自己家族代代守護的光之國聖劍「究極之刃」，幫助覺醒真之力的健最終擊退了安培拉星人。在戰後，瑪麗與健投意合，最終成為一對夫婦，並生下了太郎。

#### 特徵
- 母親之紅（マザーレッド）

外型類似髮夾，位於頭部上的特殊儀器
擁有隨時與超人之父聯絡，也能感覺到超人戰士陷入危險的功能。
- 銀十字勳章（銀十字勲章）

耳朵旁髮辮的部分勳章，是過去拯救超人力霸王一族的功績而被授予。
- 母親之藍（マザーブルー）

左腕上的藍手鍊，作為銀十字軍的證明。
儲存著部分的治愈能量。可從中提取並釋放治愈性光線。

#### 在其他作品中的登場
《超人力霸王雷歐》:第39話。
《超人力霸王梅比斯》:第10・27話、第24話。
《超人力霸王銀河》:第6話。
《超人力霸王捷德》:第24話。
- 電影

《超人6兄弟VS怪獣軍団》（1979年）
《超人力霸王怪獣大決戦》（1979年）
《超人力霸王ZOFFY 超人戰士VS大怪獣軍団》（1984年）
《超人力霸王物語》（1984年）
《新世紀超人力霸王傳說》（2002年）
《新世紀2003超人力霸王傳說  THE KING'S JUBILEE》（2003年）
《大怪獸格鬥_超銀河傳說_THE_MOVIE》（2009年）
《赛罗·奥特曼_THE_MOVIE_超决战！贝利亚银河帝国》（2010年）
《劇場版_超人力霸王捷德_連繫起來！_願望！！》（2018年）
- 網路劇集

《超級銀河格鬥 新生代英雄》（2019年及2020年）

## 播放列表
| 集數   | 日文標題                         | 中文標題                     | 編劇     | 監督     | 登場怪獣・宇宙人・超人力霸王                                                                      | 播映日        |  |
| ------ | -------------------------------- | ---------------------------- | -------- | -------- | ------------------------------------------------------------------------------------------------- | ------------- |  |
|        |                                  |                              |          |          |                                                                                                   |               |  |
| 第1話  | ウルトラの母は太陽のように       | 超人之母就像是太陽一樣       | 田口成光 | 山際永三 | 宇宙大怪獸阿斯托羅姆斯 吸血植物喬古里斯花 食油超獸尤多林卡 超人之母br>超人力霸王五兄弟            | 1973年 4月6日 |  |
| 第2話  | その時 ウルトラの母は            | 那時的超人之母               | 田口成光 | 山際永三 | 液體大怪獸科斯莫利基德 再生怪獸萊布王                                                             | 4月13日       |  |
| 第3話  | ウルトラの母はいつまでも         | 永遠的超人之母               | 田口成光 | 山際永三 | 液體大怪獸科斯莫利基德 再生怪獸萊布王 奧特之母                                                    | 4月20日       |  |
| 第4話  | 大海亀怪獣 東京を襲う！          | 大海龜怪獸侵襲東京！         | 上原正三 | 吉野安雄 | 巨龜怪獸托塔斯王 巨龜怪獸托塔斯王后                                                               | 4月27日       |  |
| 第5話  | 親星子星一番星                   | 親子星 最亮的星              | 上原正三 | 吉野安雄 | 巨龜怪獸托塔斯王 巨龜怪獸托塔斯王后 巨龜怪獸小托塔斯 超人七號                                     | 5月4日        |  |
| 第6話  | 寶石は怪獣の餌だ！               | 寶石是怪獸的誘餌！           | 田口成光 | 筧正典   | 蛞蝓怪獸吉連瑪                                                                                    | 5月11日       |  |
| 第7話  | 天國と地獄 島が動いた！          | 天國與地獄 島嶼在移動！      | 石堂淑朗 | 筧正典   | 大螃蟹怪獸甘扎 章魚怪獸塔戈爾                                                                     | 5月18日       |  |
| 第8話  | 人喰い沼の人魂                   | 食人沼澤的鬼火               | 田口成光 | 岡村精   | 巨蛙怪獸頓代爾                                                                                    | 5月25日       |  |
| 第9話  | 東京の崩れる日                   | 東京崩壞之日                 | 石堂淑朗 | 岡村精   | 巨蟻怪獸阿林道                                                                                    | 6月1日        |  |
| 第10話 | 牙の十字架は怪獣の墓場だ！       | 牙的十字架是怪獸的墓場！     | 木戶愛樂 | 山際永三 | 海象怪獸德帕拉斯                                                                                  | 6月8日        |  |
| 第11話 | 血を吸う花は少女の精             | 吸血之花是少女之精           | 木戶愛樂 | 山際永三 | 常春藤怪獸巴色拉                                                                                  | 6月15日       |  |
| 第12話 | 怪獣ひとり旅                     | 怪獸獨自旅行                 | 田口成光 | 深沢清澄 | 噴煙怪獸波爾凱拉                                                                                  | 6月22日       |  |
| 第13話 | 怪獣の蟲歯が痛い！               | 怪獸的蛀牙在痛！             | 田口成光 | 深沢清澄 | 蟲牙怪獸歇爾塔                                                                                    | 6月29日       |  |
| 第14話 | タロウの首がすっ飛んだ！         | 太郎的頭飛了！               | 石堂淑朗 | 山際永三 | 閻王怪獸恩馬戈                                                                                    | 7月6日        |  |
| 第15話 | 青い狐火の少女                   | 青色狐火的少女               | 齊藤正夫 | 筧正典   | 磷火怪獸米埃貢                                                                                    | 7月13日       |  |
| 第16話 | 怪獣の笛がなる                   | 怪獸的笛子響起               | 田口成光 | 筧正典   | 笛聲怪獸奧卡里揚                                                                                  | 7月20日       |  |
| 第17話 | 2大怪獣タロウに迫る！            | 兩大怪獸向太郎逼近！         | 田口成光 | 深沢清澄 | 食葉怪獸凱姆吉拉 火山怪鳥巴頓                                                                     | 7月27日       |  |
| 第18話 | ゾフィが死んだ！タロウも死んだ   | 佐菲之死！太郎之死！         | 田口成光 | 深沢清澄 | 食葉怪獸凱姆吉拉 火山怪鳥巴頓 佐菲                                                                | 8月3日        |  |
| 第19話 | ウルトラの母 愛の奇跡！          | 超人之母 愛的奇蹟！          | 田口成光 | 深沢清澄 | 火山怪鳥巴頓 超人之母 佐菲                                                                        | 8月10日       |  |
| 第20話 | びっくり！怪獣が降ってきた       | 大吃一驚！怪獸從天而降       | 石堂淑朗 | 山際永三 | 彗星怪鳥萊依德隆 超人之母                                                                         | 8月17日       |  |
| 第21話 | 東京ニュータウン沈沒             | 東京新城的沈沒               | 田口成光 | 山際永三 | 知了怪獸澤米拉                                                                                    | 8月24日       |  |
| 第22話 | 子連れ怪獣の怒り！               | 帶著孩子怪獸的怒火！         | 大原清秀 | 筧正典   | 袋鼠怪獸潘多拉 袋鼠怪獸琴派                                                                       | 8月31日       |  |
| 第23話 | やさしい怪獣お父さん！           | 溫和的怪獸父親！             | 石堂淑朗 | 筧正典   | 海市蜃樓怪獸勞德拉                                                                                | 9月7日        |  |
| 第24話 | これがウルトラの國だ！           | 這就是超人之國！             | 田口成光 | 山際永三 | 宇宙大怪獸莫魯羅亞 宇宙蛾斯佩斯莫斯 超人之母                                                      | 9月14日       |  |
| 第25話 | 燃えろ！ウルトラ6兄弟            | 燃燒！超人六兄弟             | 田口成光 | 山際永三 | 宇宙大怪獸莫魯羅亞 宇宙蛾斯佩斯莫斯 宇宙犬拉比德古 超人五兄弟                                     | 9月21日       |  |
| 第26話 | 僕にも怪獣は退治できる！         | 我也能擊退怪獸！             | 阿井文瓶 | 深沢清澄 | 蜈蚣怪獸姆卡旦達                                                                                  | 9月28日       |  |
| 第27話 | 出た！メフィラス星人だ！         | 出現了！梅菲拉斯星人！       | 大原清秀 | 深沢清澄 | 惡劣宇宙人美菲拉斯星人II代 怪草曼佗羅草                                                           | 10月5日       |  |
| 第28話 | 怪獣エレキング 満月に吼える！    | 怪獸艾雷王滿月的吼叫！       | 石堂淑朗 | 高橋勝   | 月光怪獸再生艾雷王                                                                                | 10月12日      |  |
| 第29話 | ベムスター復活！タロウ絶體絶命！ | 貝蒙斯坦復活！太郎窮途末路！ | 田口成光 | 山本正孝 | 異次元人改造巨大亞波人 宇宙大怪獸改造貝蒙斯坦                                                     | 10月19日      |  |
| 第30話 | 逆襲！怪獣軍団                   | 逆襲！怪獸軍團               | 田口成光 | 山本正孝 | 異次元人改造巨大亞波人 宇宙大怪獸改造貝蒙斯坦 仙人球超獸改造型薩博坦達 導彈超獸改造型貝勞克恩二世 | 10月26日      |  |
| 第31話 | あぶない！噓つき毒きのこ         | 危險！騙子毒蘑菇             | 大原清秀 | 筧正典   | 蘑菇怪獸馬休拉 蘑菇人                                                                             | 11月2日       |  |
| 第32話 | 木枯し怪獣！風の又三郎           | 寒風怪獸！風之又三郎         | 阿井文瓶 | 筧正典   | 秋水怪獸古隆                                                                                      | 11月9日       |  |
| 第33話 | ウルトラの國 大爆発5秒前！       | 超人之國 大爆炸5秒前！       | 佐佐木守 | 真船禎   | 極惡宇宙人帝國星人 超人五兄弟                                                                     | 11月16日      |  |
| 第34話 | ウルトラ6兄弟最後の日！          | 超人6兄弟最後之日！          | 佐佐木守 | 真船禎   | 極惡宇宙人帝國星人 超人五兄弟                                                                     | 11月23日      |  |
| 第35話 | 必殺！タロウ怒りの一撃！         | 必殺！太郎憤怒的一擊！       | 田口成光 | 深沢清澄 | 障目宇宙人卡坦星人                                                                                | 11月30日      |  |
| 第36話 | ひきょうもの！花嫁は泣いた       | 卑鄙的傢伙！新娘在哭泣       | 阿井文瓶 | 深沢清澄 | 貓舌宇宙人格羅斯托                                                                                | 12月7日       |  |
| 第37話 | 怪獣よ 故郷へ帰れ！              | 怪獸回歸故鄉！               | 石堂淑朗 | 筧正典   | 逃亡怪獸黑爾茲 醜惡宇宙人美杜莎星人                                                               | 12月14日      |  |
| 第38話 | ウルトラのクリスマスツリー       | 超人的聖誕樹                 | 田口成光 | 筧正典   | 艾菲多克宇宙人米拉庫爾星人 綠色宇宙人台羅里斯特星人                                               | 12月21日      |  |
| 第39話 | ウルトラ父子餅つき大作戦！       | 超人父子搗年糕大作戰！       | 石堂淑朗 | 山際永三 | 年糕怪獸莫奇隆 南夕子 超人之父                                                                    | 12月28日      |  |
| 第40話 | ウルトラ兄弟を超えてゆけ！       | 超越超人兄弟                 | 田口成光 | 山際永三 | 暴君怪獸泰蘭特 超人之母 超人之父 超人五兄弟 及35位宇宙人/怪獸                                     | 1974年1月4日  |  |
| 第41話 | 母の願い 真冬の桜吹雪！          | 母親的願望 嚴冬的櫻吹雪！    | 阿井文瓶 | 深沢清澄 | 塗抹怪獸貢戈羅斯                                                                                  | 1月11日       |  |
| 第42話 | 幻の母は怪獣使い！               | 虛幻的母親是怪獸使！         | 大原清秀 | 深沢清澄 | 鸚鵡怪獸艾雷吉亞 人造聖子                                                                         | 1月18日       |  |
| 第43話 | 怪獣を塩漬にしろ！               | 用鹽醃製怪獸！               | 阿井文瓶 | 真船禎   | 貪吃怪獸摩托克萊倫                                                                                | 1月25日       |  |
| 第44話 | あっ！タロウが食べられる！       | 啊！太郎被吃了！             | 田口成光 | 真船禎   | 如月怪獸奧尼班巴                                                                                  | 2月1日        |  |
| 第45話 | 日本の童謡から 赤い靴はいてた…   | 日本童謠改編 穿著紅鞋子的……  | 阿井文瓶 | 筧正典   | 兇惡宇宙人德爾茲星人 鱗片怪獸美摩爾                                                               | 2月8日        |  |
| 第46話 | 日本の童謡から 白い兎は悪い奴！  | 日本童謠改編 白兔是壞傢伙！  | 石堂淑朗 | 筧正典   | 頑皮宇宙人皮可魯                                                                                  | 2月15日       |  |
| 第47話 | 日本の童謡から 怪獣大將          | 日本童謠改編 怪獸大將        | 阿井文瓶 | 山際永三 | 冬眠怪獸蓋蘭 宇宙怪獸哥爾格扎沃爾斯II世                                                           | 2月22日       |  |
| 第48話 | 日本の童謡から 怪獣ひなまつり    | 日本童謠改編 怪獸女兒節      | 阿井文瓶 | 山際永三 | 醉鬼怪獸貝隆 宇宙少年法魯伊星人                                                                   | 3月1日        |  |
| 第49話 | 歌え！怪獣ビッグマッチ           | 歌唱吧！怪獸大比賽           | 石堂淑朗 | 前田勲   | 歌星怪獸奧爾菲 宇宙怪人卡恩星人                                                                   | 3月8日        |  |
| 第50話 | 怪獣サインはV                    | 怪獸信號是V                  | 阿井文瓶 | 前田勲   | 愛球怪獸嘎拉王                                                                                    | 3月15日       |  |
| 第51話 | ウルトラの父と花嫁が來た！       | 超人之父與新娘來了！         | 阿井文瓶 | 筧正典   | 不死怪獸林頓 超人之父                                                                             | 3月22日       |  |
| 第52話 | ウルトラの命を盜め！             | 盜竊超人之命！               | 石堂淑朗 | 筧正典   | 小偷怪獸多羅波恩 超人力霸王傑克                                                                   | 3月29日       |  |
| 第53話 | さらばタロウよ！ウルトラの母よ！ | 再見了，太郎！超人之母！     | 田口成光 | 筧正典   | 宇宙海人巴爾吉星人 海獸薩梅鯨 超人之母                                                            | 4月5日        |  |

## 製作團隊
- 製作人：熊谷健、橋本洋二（TBS）
- 製作担当：内田貴夫、片桐崇維
- 編劇：田口成光、阿井文瓶、上原正三、佐佐木守、石堂淑朗、斉藤正夫、大原清秀（木戸愛楽、大原清名義執筆）、村山庄三（第21話）、深田太郎（第9話）
- 導演（本編）：真船禎、深沢清澄、高橋勝、筧正典、前田勲、山本正孝、吉野安雄、岡村精、山際永三
- 導演（特殊技術）：高野宏一、佐川和夫、鈴木清、矢島信男、東條昭平、大木淳、山本正孝、川北紘一、山際永三、大平隆、小林正夫、高橋勝
- 攝影（本編）：森喜弘、井上光雄、中町武、中堀正夫、和栗惣治、小林茂、佐藤敏彦
- 攝影（特撮）：大岡新一、佐藤貞夫
- 燈光（本編）：佐山五郎
- 燈光（特撮）：近藤勝、松丸善明、鎌田靖男
- 美術（本編）：鈴木儀雄
- 美術（特撮）：青木利郎、桜井克彦、島崎尭司、小川富美夫
- 特殊効果：中野稔
- 剪輯：小林熙昌
- 助導（本編）：前田勲、米山紳
- 助導（特撮）：宮坂清彦、鈴木義昭、西田耕一、小宮高広、中田新一、白川俊夫
- 音樂：日暮雅信
- 協力：制作協力：日本現代企画（第4・5話）、東宝映像株式会社（第6・7話）
- 造型：開米プロダクション、エキスプロダクション
- 漫畫：内山守（※第25話）
- 制作：円谷プロダクション、TBS

## 主題曲
「ウルトラマンタロウ」
作詞：阿久悠 / 作曲・編曲：川口真 / 歌：武村太郎 、少年少女合唱団みずうみ
「武村太郎」是福沢良一的變名。

### 插入曲
「ウルトラ六兄弟」（第18・25・33・34話）
作詞：阿久悠 / 作曲・編曲：川口真 / 歌：武村太郎、少年少女合唱団みずうみ
「ウルトラの母のバラード」（第38・53話）
作詞：田口成光 / 作曲・編曲：冬木透 / 歌：藤田淑子

### 其他
第23話插入日本女歌手朝加真由美的『虹色の夢』
第31話在一群不良少年的聚會時曾播出了卡羅爾樂隊的『ファンキー・モンキ・ベイビー』。
第48話中法魯伊星人為了安撫醉鬼怪獸貝隆了透過樂器演奏的音樂，包含了琳達·亞馬莫托的『狙いうち』、Finger 5的『恋のダイヤル6700』與『バラの少女』及金井克子的『他人の関係』。
第49話使用了櫻田淳子的『わたしの青い鳥』。
第50話嘎拉王與人類進行排球比賽時，插入了坂口良子的歌曲『サインはV』。

## 外部連結
- 官方网站

1. ↑  篠田此前於《超人力霸王衛司》第20集飾演信田，自演出《太郎》之後，則從未在後續作品參與客串演出（但仍有接受與作品相關的訪談）。
2. ↑  最初企劃案名稱為橘勇
3. ↑  其演員津村曾於《蓋亞奧特曼》第35話中友情出演京極博士